# إريك الكوبي
إريك الكوبي ، ولد يوم 24 جوان 1973 في ستراسبورغ، هو سياسي فرنسي.
كان نائبًا لرئيس بلدية ستراسبورغ من عام 2008 إلى يونيو 2016، ومستشارًا لمقاطعة كانتون ستراسبورغ-2 بين عامي 2015 و2021 ونائبًا من عام 2016 إلى عام 2017.